# Eiskunstlauf-Europameisterschaften 1963
Die 55. Eiskunstlauf-Europameisterschaften fanden vom 5. bis 10. Februar 1963 in Budapest statt.

## Ergebnisse

### Herren
| Platz | Sportler              | Land                   |
| ----- | --------------------- | ---------------------- |
| 1     | Alain Calmat          | Frankreich             |
| 2     | Manfred Schnelldorfer | BR Deutschland         |
| 3     | Emmerich Danzer       | Österreich             |
| 4     | Peter Jonas           | Österreich             |
| 5     | Sepp Schönmetzler     | BR Deutschland         |
| 6     | Ralph Borghard        | DDR                    |
| 7     | Waleri Meschkow       | Sowjetunion            |
| 8     | Jenő Ébert            | Ungarn                 |
| 9     | Hugo Dümmler          | BR Deutschland         |
| 10    | Heinrich Podhajsky    | Österreich             |
| 11    | Robert Dureville      | Frankreich             |
| 12    | Malcolm Cannon        | Vereinigtes Königreich |
| 13    | Václav Kotek          | Tschechoslowakei       |
| 14    | Wouter Toledo         | Niederlande            |
| 15    | Giordano Abbondati    | Italien                |
| 16    | Philippe Pélissier    | Frankreich             |
| 17    | Markus Germann        | Schweiz                |
| 18    | Hywel Evans           | Vereinigtes Königreich |
| 19    | Günter Zöller         | DDR                    |
| 20    | Franciszek Spitol     | Polen                  |
| 21    | Marián Filc           | Tschechoslowakei       |

### Damen
| Platz | Sportlerin             | Land                   |
| ----- | ---------------------- | ---------------------- |
| 1     | Sjoukje Dijkstra       | Niederlande            |
| 2     | Nicole Hassler         | Frankreich             |
| 3     | Regine Heitzer         | Österreich             |
| 4     | Jana Mrázková          | Tschechoslowakei       |
| 5     | Sally-Anne Stapleford  | Vereinigtes Königreich |
| 6     | Dianne Peach           | Vereinigtes Königreich |
| 7     | Jacqueline Harbord     | Vereinigtes Königreich |
| 8     | Ingrid Ostler          | Österreich             |
| 9     | Fränzi Schmidt         | Schweiz                |
| 10    | Gabriele Seyfert       | DDR                    |
| 11    | Karin Gude             | BR Deutschland         |
| 12    | Ann-Margreth Frei      | Schweden               |
| 13    | Sandra Brugnera        | Italien                |
| 14    | Astrid Czermak         | Österreich             |
| 15    | Hana Mašková           | Tschechoslowakei       |
| 16    | Zsuzsa Szentmiklóssy   | Ungarn                 |
| 17    | Christine van de Putte | Belgien                |
| 18    | Micheline Joubert      | Frankreich             |
| 19    | Dorette Bek            | Schweiz                |
| 20    | Tamara Bratus          | Sowjetunion            |
| 21    | Elżbieta Kościk        | Polen                  |
|       | Karin Dehle (Z)        | Norwegen               |

- Z = Zurückgezogen

### Paare
| Platz | Sportler                                | Land             |
| ----- | --------------------------------------- | ---------------- |
| 1     | Marika Kilius / Hans-Jürgen Bäumler     | BR Deutschland   |
| 2     | Ljudmila Beloussowa / Oleg Protopopow   | Sowjetunion      |
| 3     | Tatjana Schuk / Alexander Gawrilow      | Sowjetunion      |
| 4     | Margit Senf / Peter Göbel               | DDR              |
| 5     | Milada Kubiková / Jaroslav Votruba      | Tschechoslowakei |
| 6     | Gerda Johner / Ruedi Johner             | Schweiz          |
| 7     | Agnesa Wlachovská / Peter Bartosiewicz  | Tschechoslowakei |
| 8     | Brigitte Wokoeck / Heinz-Ulrich Walther | DDR              |
| 9     | Sonja Pfersdorf / Günther Matzdorf      | BR Deutschland   |
| 10    | Irene Müller / Hans-Georg Dallmer       | DDR              |
| 11    | Sigrid Riechmann / Wolfgang Danne       | BR Deutschland   |
| 12    | Galina Sedowa / Georgi Proskurin        | Sowjetunion      |
| 13    | Inge Strell / Ferry Dedovich            | Österreich       |
| 14    | Gerlinde Schönbauer / Wilhelm Bietak    | Österreich       |
| 15    | Mária Csordás / László Kondi            | Ungarn           |

### Eistanz
| Platz | Sportler                               | Land                   |
| ----- | -------------------------------------- | ---------------------- |
| 1     | Linda Shearman / Michael Phillips      | Vereinigtes Königreich |
| 2     | Eva Romanová / Pavel Roman             | Tschechoslowakei       |
| 3     | Janet Sawbridge / David Hickinbottom   | Vereinigtes Königreich |
| 4     | Györgyi Korda / Pál Vásárhelyi         | Ungarn                 |
| 5     | Mary Parry / Roy Mason                 | Vereinigtes Königreich |
| 6     | Marlyse Fornachon / Charly Pichard     | Schweiz                |
| 7     | Jitka Babická / Jaromír Holan          | Tschechoslowakei       |
| 8     | Ghislaine Houdas / Francis Gamichon    | Frankreich             |
| 9     | Helga Burkhardt / Hannes Burkhardt     | BR Deutschland         |
| 10    | Armelle Flichy / Pierre Brun           | Frankreich             |
| 11    | Christel Trebesiner / Gerald Felsinger | Österreich             |
| 12    | Rita Kwiet / Peter Kwiet               | BR Deutschland         |
| 13    | Eva Marie Reuter / Bernd Egert         | DDR                    |